# Lotaringia
Lotaringia (franciául: Lorraine) Franciaország egyik északi régiója volt 2015. végéig, központja Metz volt. 2016. január 1-jén Lotaringia, Champagne-Ardenne és Elzász egyesült, és mindhárom az újonnan alakult Grand Est régió része lett.

## Földrajza
- Nancy

## Közlekedés
- LGV Est